# لوستر (فیلم)
لوستر (انگلیسی: Luster) فیلمی در ژانر ملودرام به کارگردانی اورت لوئیس است که در سال ۲۰۰۲ منتشر شد. از بازیگران آن می‌توان به پاملا گیدلی، گای برنت و ویلی گارسون اشاره کرد.